# Mirambo

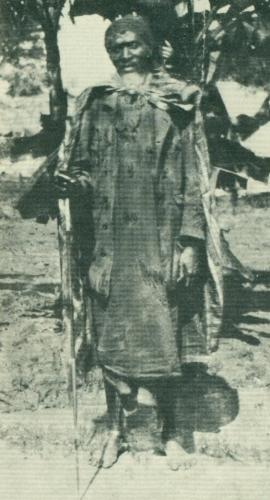
Mirambo gegen Ende seines Lebens

Mirambo (eigentlich Mytela Kasanda, ca. 1840–1884) war ein Warlord im Gebiet der Nyamwezi in Zentraltanganjika, der in der zweiten Hälfte des 19. Jahrhunderts große Teile Zentralostafrikas unter seine Kontrolle bringen konnte.

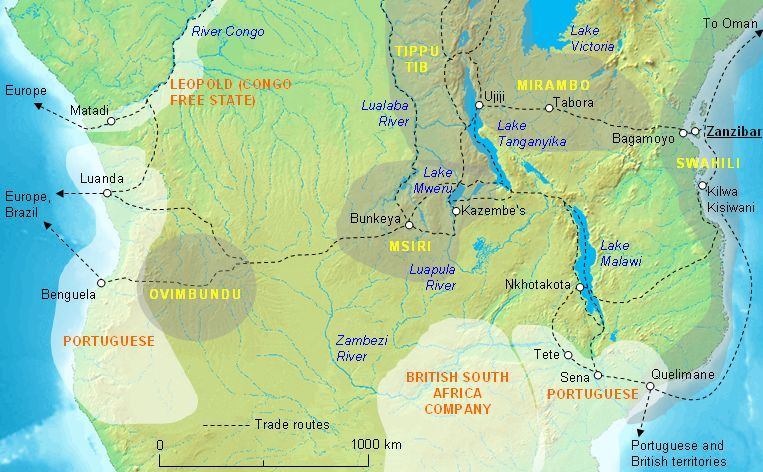
Die Ausdehnung von Mirambos Einflussgebiet um 1880.

Mirambo wurde in die Familie eines politischen Oberhauptes von Uyowa hineingeboren und stieg vermutlich nach dem Tod seines Vaters um 1860 selbst in diese Position auf. Seine politische Karriere startete er als Karawanenhändler zwischen Zentraltanganjika und der Swahili-Küste, wobei er mit den profitabelsten Waren dieser Zeit, Elfenbein und Sklaven, handelte. Durch den Handel mit europäischen und swahilischen Händlern erwarb er große Mengen an Feuerwaffen und Geld. Diese steckte er in den Aufbau von Armeen, die hauptsächlich aus Waisenkindern und Jugendlichen bestanden und als Rugaruga bekannt wurden. Dabei bediente er sich der Kriegstaktiken und Organisationsstrukturen der militärisch erfahrenen Nguni, die in der ersten Hälfte des 19. Jahrhunderts in mehreren Wellen aus dem südlichen Afrika in das Gebiet des heutigen Tanganjika eingewandert waren.
In mehreren Feldzügen gelang es ihm, ein großes Gebiet zwischen Viktoria-See, Tanganjikasee und Zentraltanganjika unter seine Kontrolle zu bringen. Damit hatte Mirambo ein großes Nyamwezi-Reich von einer Größe geschaffen, wie es zuvor unter den staatenlosen Gesellschaften dieser Region nie bestanden hatte.
Mirambo kontrollierte damit auch große Teile der Karawanenrouten von der Küste nach Buganda und ins Kongobecken und wurde zu einem militärischen und wirtschaftlichem Hauptakteur im interregionalen Karawanenhandel Ostafrikas. Das machte ihn auch zu einem Gegner der sansibarischen Händler in Tabora, die bestrebt waren, den Handel in Zentraltanganjika unter ihrer Kontrolle zu halten.